# Cratere Mari
Mari  è un cratere sulla superficie di Marte.